# Мартиролог
Мартироло́г (від грец. μάρτυς — свідок; грец. μαρτύριον — доказ) — список визнаних мучеників, імена яких наводяться в календарному порядку відповідно до дати їх мучеництва (тобто «днями народження» до нового життя).
Мартирологи покликані полегшити запам'ятовування днів, в які здійснювалося щорічне церковне поминання того чи іншого мученика, і, як правило, поряд з датою кончини, містили короткі відомості про обставини його мученицької смерті. У католицькій і православній церквах, де мученики є об'єктами релігійного шанування і виступають у ролі посередників між Богом і людиною, мартирологи відіграють найважливішу роль.
Найбільш ранні з відомих нам мартирологів — Римський мартиролог (354) і календарі мучеників, Карфагенський і Константинопольський, — містили імена місцевошанованих мучеників. Папа Григорій XIII (1572—1585) розпорядився скласти загальноцерковний мартиролог, а наступні папи переглядали і доповнювали його.
Надалі поняття «мартиролог» почали вживати у ширшому, переносному значенні. Тепер в публіцистиці це слово часто використовують для позначення переліку осіб, які зазнали переслідувань або страждань, а також переліку пережитих кимось страждань, фактів переслідування тощо

## Список
- 362: Мартиролог Єроніма (лат. Martyrologium Hieronymianum)
- 855: Мартиролог Адо (лат. Martyrologium Adonis)
- 860: Мартиролог Узуарда (лат. Martyrologium Usuardi)
- Римський мартиролог

## Список праведників
Також мартирологом називають списки невинних жертв — списки пам'яті Голокоста, найбільший з таких списків зберігається в Залі Імен музею Яд Вашем.